# Klan Óuči
Klan Óuči (japonsky: 大内氏, Óuči-ši) byl jedním z nejsilnějších rodů (klanů) Japonska během šógunátu Ašikaga. Jejich panství, ovládané z Jamaguči, představovalo v dobách největšího rozmachu šest provincií. Rod hrál také významnou roli ve válkách období Nanbokučó proti císařskému dvoru. Až do šedesátých let 16. století představoval významnou sílu v západní části Japonska, poté byl zastíněn rostoucím vlivem svých vazalů, klanu Móri.
Díky své poloze a ústředí v provincii Suó na západě Honšú, byli jedněmi z prvních rodů, jež obchodovaly se západními zeměmi, zejména s Čínou. Během války Ónin byli ostrými rivaly konkurenčního klanu Hosokawa. Tyto dva rody se střetly v Ningpo v roce 1523, což byla významná obchodní stanice s Čínou. Následkem konfliktu bylo uzavření a opuštění obchodní stanice Číňany. I když se Óučiové pokoušeli vyslat do Číny ještě několik obchodních lodí, vzájemný obchod ochabl a byl obnoven až v roce 1548, kdy skončil monopol Óučiů na kontakt s čínskými obchodníky a byla otevřena další obchodní stanice v Sakai. Bez zajímavosti není fakt, že Óučiové hostili roku 1551 ve svém domě portugalského jezuitského misionáře Františka Xaverského.
Díky svému bohatství a obchodním kontaktům zvýšili Óučiové svoje renomé zejména v oblasti kultury a umění. Sbírali množství uměleckých předmětů z Japonska a Číny. Masahiro Óuči roku 1486 dokonce na svém dvoře v Jamaguči hostil věhlasného malíře Seššúa.